# Copa del Mediterráneo (Génova)
La Copa del Mediterráneo (en italiano: Coppa del Mediterraneo) fue un torneo amistoso de clubes de fútbol que tuvo lugar en el estadio Luigi Ferraris, en Génova, Italia. En él participó como anfitrión Genoa CFC más dos o tres clubes invitados.
En 1990, participaron cuatro clubes ubicados en un único grupo (incluyendo al local Genoa CFC). Cada uno disputó dos partidos regulares, siendo que no se enfrentaron todos los equipos por el sistema de todos contra todos.
En las siguientes ediciones, la cantidad de clubes se redujo a tres, jugando en un triangular esta vez por el sistema de todos contra todos. De esa forma, cada equipo disputó dos partidos con la diferencia de que la duración de los partidos se redujo a un tiempo de 45 minutos. Si algún partido terminaba en empate, el ganador se decidía por penaltis.

## Resultados
| Año           | Campeón       | Subcampeón            | Tercer lugar       | Cuarto lugar |
| ------------- | ------------- | --------------------- | ------------------ | ------------ |
| 1990 Detalles | Real Zaragoza | Olympique de Marsella | Atlético de Madrid | Genoa CFC    |
| 1992 Detalles | Real Zaragoza | SSC Napoles           | Genoa CFC          | —            |
| 1994 Detalles | AC Milán      | Panathinaikos FC      | Genoa CFC          | —            |

## Palmarés
| Equipo                | Campeón        | Subcampeón | Tercer lugar   | Cuarto lugar |
| --------------------- | -------------- | ---------- | -------------- | ------------ |
| Real Zaragoza         | 2 (1990, 1992) |            |                |              |
| AC Milán              | 1 (1994)       |            |                |              |
| Olympique de Marsella |                | 1 (1990)   |                |              |
| SSC Napoles           |                | 1 (1992)   |                |              |
| Panathinaikos FC      |                | 1 (1994)   |                |              |
| Genoa CFC             |                |            | 2 (1992, 1994) | 1 (1990)     |
| Atlético de Madrid    |                |            | 1 (1990)       |              |